# Okabena, Minnesota
Okabena là một thành phố thuộc quận Jackson, tiểu bang Minnesota, Hoa Kỳ. Năm 2010, dân số của thành phố này là 188 người.

## Dân số
- Dân số năm 2000: 185 người.
- Dân số năm 2010: 188 người.